# لوفیا
لوفیا (به انگلیسی: Lufia)، همچنین شناخته شده به نام قلمروی شرقی در ژاپن، سری بازی‌های ویدیویی در سبک نقش‌آفرینی است که توسط شرکت نورلند (به جز مجموعه خرابه‌های افسانه‌ای که توسط شرکت اتلیر دابل توسعه یافته) توسعه یافته‌است.
در ژاپن، این بازی‌ها در اصل توسط شرکت تایتو منتشر می‌شدند، که اکنون با کمپانی اسکوئر انیکس ادغام شده‌است.
پس از بسته شدن شعبهٔ شرکت تایتو در آمریکای شمالی پس از انتشار اولین بازی، بازی‌های بعدی (مانند طلوع بدشگونان، افسانه‌ها بازمی‌گردند و نفرین بدشگونان) توسط شرکت ناتسومه و شرکت اتلوس در آمریکا انتشار یافت.
زمانی که بازی‌ها به‌طور مرسوم فقط نقش‌آفرینی‌های دوبعدی بودند، سازندگان بازی عناصری دیگر از ژانرهای دیگر، شامل ژانرهای اکشن-ماجراجویانه، شکار دیوها و بازی‌های پازلی را به کار می‌گیرند.
در دههٔ ۱۹۹۰ میلادی بازی‌ها در ابتدا در سیستم سوپرنینتندو توسعه یافتند.

## شخصیت‌ها
لوفیا داستان قهرمان آن ماکسیم و تلاش و سفر ماجراجویانه اش برای شکست دادن بدشگونان است. بعد از مرگ ماکسیم، این وظیفه تا نسل‌های بعد ادامه می‌یابد.

## فهرست بازی‌ها
| عنوان                      | تاریخ اصلی انتشار                                                              | سیستم عامل    |
| -------------------------- | ------------------------------------------------------------------------------ | ------------- |
| لوفیا و قلمروی سرنوشت      | در ژاپن:۲۵ ژوئن، ۱۹۹۳ در آمریکای شمالی: ۴ دسامبر، ۱۹۹۳                         | سوپرنینتندو   |
| لوفیا II: طلوع بدشگونان    | در ژاپن: ۲۴ فوریه ۱۹۹۵ در آمریکای شمالی: اوت ۱۹۹۶ در اروپا:۱۹۹۷                | سوپرنینتندو   |
| لوفیا: افسانه‌ها بازمی‌گردند | در ژاپن:۷ سپتامبر ۲۰۰۱ در آمریکای شمالی:۲۰ سپتامبر ۲۰۰۱ در اروپا:۲۳ اکتبر ۲۰۰۱ | گیم بوی کالر  |
| لوفیا: خرابه‌های افسانه ای  | در ژاپن:۸ مارس ۲۰۰۲ در آمریکای شمالی:۶ مه ۲۰۰۳                                 | گیم بوی ادونس |